# 正丸峠
正丸峠（しょうまるとうげ）は、埼玉県飯能市と同県秩父郡横瀬町の境界にある峠。標高636m。秩父・奥武蔵にある峠の一つである。江戸時代、江戸と秩父と結ぶ道の一つとして秩父札所巡礼などに用いられた「正丸峠」は、現在の「旧正丸峠」である。

## 概要
かつては峠道が国道299号であったが、1982年（昭和57年）3月の正丸トンネル供用開始とともに国道はトンネルに変更された。西武鉄道西武秩父線も、正丸駅 - 芦ヶ久保駅間の正丸トンネルでこの峠近傍の地下を通過している。
峠道は現在も通年通行可能であり完全舗装されているが、一部狭いところがあり、やや路面が荒れている。センターラインとキャッツアイ（夜間標識用の鋲）が設置されている箇所もあり、狭いカーブや路面状況が著しく悪い場合、軽自動車でもこれらをまたがないと通れない部分もある。冬期はこれに積雪等による路面凍結も加わる。東側は国道299号正丸トンネル正丸側出口(正丸駅付近)、西側は県道53号青梅秩父線に接続する。峠からは奥武蔵の山々を望むことができ、茶店も存在する。

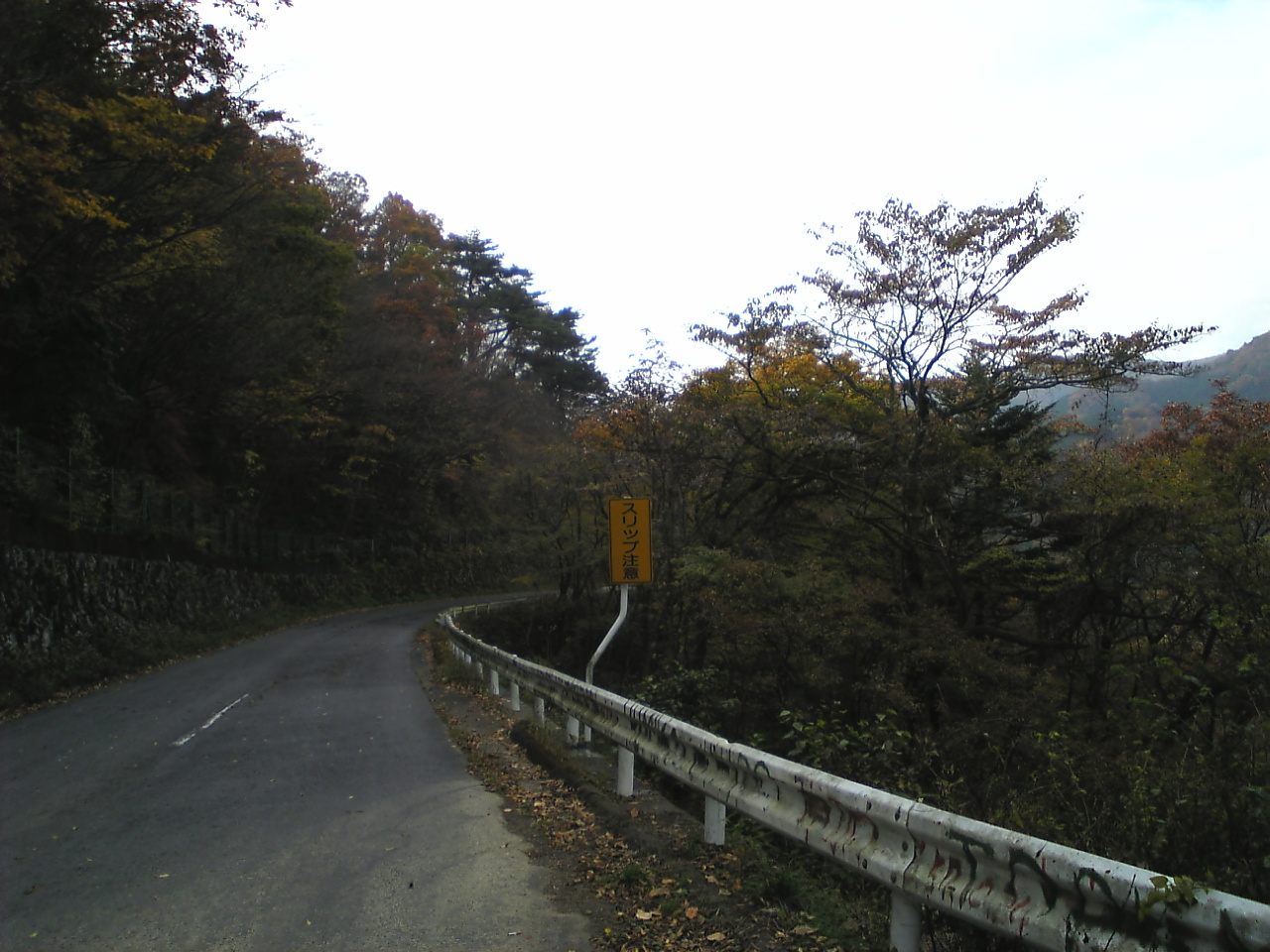
峠より西の様子（2008年11月）

1980年代後半から90年代後半にかけて横瀬側が2輪のローリング族のメッカとされ事故も多発した。現在でも横瀬側のガードレールなどには当時のローリング族の名前やステッカーが数多く残され、当時の面影が偲ばれる。漫画・アニメ作品『頭文字D Second Stage』では、登場人物の一人である秋山渉のホームコースとして登場し、ゲーム版『頭文字D ARCADE STAGE Ver.3』及び『頭文字D Special Stage』にも収録された。峠の茶店では同作品にちなんだステッカーが数種類販売されている。
深夜の峠道は、通年にわたりアライグマやシカなど比較的大型の野生動物が頻繁に路上を行き来している。
なお、本峠から北東へ約1kmのところに旧正丸峠（標高655m）があり、江戸から秩父（大宮郷）に至る道の一つである「吾野通り」を継承する登山道が存在している。

## 正丸トンネル
正丸トンネル（しょうまるトンネル）は、峠付近に設けられたトンネルである。国道および鉄道用のものが数百メートル離れた位置におおむね並行して設置されている。

### 国道299号
1982年（昭和57年）3月に供用を開始した、全長1,918mの道路用トンネルである。トンネルの両端には、旧道へ分岐する信号つきの交差点がある。なお、横瀬側には開通記念碑がある。
冬季は路面に積雪する日もあり、気温が低い日は凍結していることがある。また、トンネルを境にして天気が大きく異なることがあり、例えば飯能側では降雨であっても、横瀬側では降雪（積雪）している場合がある。夏季は気温が比較的高く、雷雨となる場合もある。

### 西武鉄道西武秩父線
1969年（昭和44年）10月14日に供用を開始した、全長4,811mの鉄道用トンネルである。単線だが、トンネル内に複線区間が459mあり、正丸トンネル信号場が設置されている。
1967年（昭和42年）7月19日に着工、1969年（昭和44年）1月29日に貫通（同日午後0時半より貫通式典を挙行）し、同年5月31日に完成した。建設費（総工費）は約80億円であった。また、1975年（昭和50年）11月23日に近畿日本鉄道大阪線の新青山トンネル(5,652m)が開通するまでは、日本の私鉄（国鉄以外の鉄道）で最長の山岳トンネルであった（2024年現在のJR以外の鉄道での最長はハピラインふくい線の北陸トンネル（旧・北陸本線所属）で、全長13,870m）。